# Уда фон Равенсберг
Уда (Ода) фон Равенсберг (на немски: Uda (Oda) von Ravensberg; * 1268/1276; † 25 юни 1313) е графиня от Равенсберг и чрез женитба графиня на Изенбург-Лимбург.

## Произход
Тя е дъщеря на граф Ото III фон Равенсберг († 1306) и съпругата му Хедвиг фон Липе († 1315), дъщеря на Бернхард III фон Липе († 1265). Сестра е на графовете на Равенсберг Ото IV († 1328/1329) и Бернхард († 1346).

## Фамилия
Първи брак: на 25 август 1292 г. с граф Йохан I фон Изенбург-Лимбург (* 1266; † 29 септември 1312), син на граф Герлах I фон Лимбург-Щаден († 1289) и Имагина фон Близкастел († 1281). Тя е втората му съпруга. Неговата сестра Имагина е омъжена за по-късния немски крал Адолф фон Насау, който става кръстник на децата им. Те имат децата:
- Герлах II фон Лимбург „Стари“ († 1355)
- Йохан († сл. 1379), дякон в Обервезел (1373 – 1379)
- Юта фон Изенбург-Лимбург († сл. 1335), омъжена за граф Фридрих VI фон Лайнинген-Дагсбург (ок. 1294 – 1342)
- Мена (Мария) († сл. 1349), абатиса в манастир Алтенберг при Вецлар (1343 – 1349)
- Имагина фон Изенбург († 1337/1343), омъжена I. пр. 1302 г. за граф Улрих фон Труендинген († 1310/1311), II. пр. 14 август 1332 г. за граф Лудвиг VIII фон Йотинген († 1378)

Втори брак: пр. 1309 г. с граф Йохан фон Лимбург-Щирум (* ок. 1285; † 1364), син на граф Дитрих II фон Изенберг-Лимбург († 1327/1328) и Бертрадис фон Гьотерсвик († сл. 1300). Тя е втората му съпруга. Те нямат деца.